# 川村優希
川村 優希（かわむら ゆうき、1985年11月18日 - ）は、日本の医師、タレント。学位は公衆衛生学修士（専門職）（東京大学）。所属事務所はセント・フォース。

## 略歴
神奈川県横浜市出身。横浜雙葉小学校、横浜雙葉中学校・高等学校を経て、横浜市立大学医学部医学科を卒業。医師免許取得後、臨床医として勤務しながら、東京大学大学院医学系研究科公共健康医学専攻修了。予防医学、内科、アンチエイジングを専門とする。
2015年4月より『スッキリ!!』にコメンテーターとして出演している。
2019年10月30日、結婚を報告。

## 人物
- 人口上位2％の知能指数を有する者が参加資格を持つ高IQ集団JAPAN MENSAの会員である[1]。
- 高校1年時より医師を志した。病気予防や健康に関する正しい情報を啓蒙することの重要性を感じており、当時から「専門的な立場から情報を発信して影響力を与えられる医師になりたい」と考えていた[5]。大学在学中には学年で1人選出される成績優秀特待生として表彰された。また、2011年ミス横浜市立大学医学部にも選ばれている[1]。
- 英語を得意としており、TOEICで965点を取得している[1]。その他、保有する資格として医師免許[1]、珠算3段、暗算6段[1]、仏語検定3級、手話技能検定3級[6]等がある。
- 小学生のときから安室奈美恵の熱狂的ファンである。
- 趣味は読書、舞台鑑賞、お菓子作り[7]等。特にミュージカル『レ・ミゼラブル』はブロードウェイやロンドン公演も含め、20回以上観劇している[8]。
- フリーアナウンサーの酒井千佳、竹村優香とよく一緒にマザー牧場に行く。3人のLINEグループ名が『マザー牧場』であるほどの愛好家である[9]。

## テレビ出演
- 『スッキリ!!』（日本テレビ系、2015年4月- ）コメンテーター
- 『クイズプレゼンバラエティー Qさま!!』（テレビ朝日、2015年5月18日、2015年12月28日、2016年4月25日）
- 『人生が変わる1分間の深イイ話』（日本テレビ、2015年8月3日）
- 『平成教育委員会2015秋 今ドキの小学生に学べ!ニッポンまるわかりSP』（フジテレビ、2015年9月20日）最優秀生徒
- 『くりぃむVS林修!早押しクイズサバイバー2015秋』（テレビ朝日、2015年10月7日）
- 『クイズ!ボンバーワン』（TBS、2016年3月26日）
- 『ネプリーグ』（フジテレビ、2016年5月30日、2017年1月）
- 『全力!脱力タイムズ』（フジテレビ、2016年7月8日、2018年9月14日、2019年7月26日、2020年7月17日）
- 志村けん聞録（テレビ朝日）
  - 『のんびり出会い旅・静岡編』（2016年7月31日）
  - 『夏の鎌倉　元気が出るふれあい旅』
- 『ニュース国民ボーダーライン』（テレビ朝日）
- 『名医のTHE太鼓判!』（TBS）
- 『踊る!さんま御殿!!』（日本テレビ）
- 『かんさい情報ネットten.』（読売テレビ）
- 『エクストリームBeauty』（TOKYO MX）
- 『くりぃむクイズ ミラクル9』（テレビ朝日）
- 『土曜NEWSファイル CUBE』（テレビ西日本）
- 『痛快!明石家電視台』（毎日放送）

## ラジオ出演
- 『志村けんの美女対談』（ニッポン放送、2016年1月）

## 雑誌掲載
- 『InRed』1月号（宝島社）